# Крутин, Сергей Викторович
Сергей Викторович Крутин (укр. Сергій Вікторович Крутін; род. 17 июня 1976, Киев) — украинский режиссёр.

## Биография
Родился 17 июня 1976 года в Киеве. Сын кинооператора Виктора Крутина и актрисы Эльвиры Хомюк.
После окончания средней школы, поступил в КНУТКиТ им. Карпенко-Карого на специальность звукорежиссура (заочное отделение), во время учёбы работал ассистентом звукорежиссёра на Одесской киностудии.
В 2002 году поступил на режиссёрский факультет Киевский государственный институт театрального искусства имени Карпенко-Карого (мастерская Михаила Ильенко).
С 2005 года снимает коммерческое кино для украинских и российских кинокомпаний, сняв более 20 фильмов и сериалов.
Фильмы отмечались призами отечественных и международных кинофестивалей, в частности, фильм «Внеземной» получил приз за лучшую режиссуру на XXII Международном телевизионном фестивале «Золотой ларец» в Пловдиве (Болгария), фильм «Караси» участвовал в конкурсе XVII Фестиваля «Киношок».

Всё-таки в первые годы своей плодовитой режиссёрской деятельности Сергей Крутин был поинтереснее — и тянул в среднем на 5 баллов. А вот сняв затем пять картин лишь за два года, он опустился до уровня 3,9. В целом же получилась слабоватая оценка — 4,45.— киновед Сергей Кудрявцев, 2011 год
В настоящее время в рядах ВСУ.

## Фильмография (выборочно)
Режиссёр:
- 2007 — Михайлюки (к/м)
- 2007 — Внеземной
- 2008 — Караси
- 2009 — В Париж!
- 2009 — Пара гнедых
- 2011 — Заяц, жаренный по-берлински
- 2012 — Личная жизнь следователя Савельева
- 2014 — До свидания, мальчики
- 2020 — Зелёный фургон

Актёр:
- 2014 — До свидания, мальчики — лейтенант Сазанов